# Kong Frederik VIII gæster Jylland
Kong Frederik VIII gæster Jylland er en dansk dokumentarisk stumfilm fra 1908, der indeholder klip af kong Frederik 8.'s besøg i Jylland.

## Handling
Kolding: Det kongelige tog ankommer til jernbanestation. Kong Frederik 8. kommer ud og hilser på de fremmødte. De kongelige på besøg i Varde. (?) Dronning Louise ses. 
De kongelige ankommer til anden bys jernbanestation (Ringkøbing ?) De kongelige ankommer med hestevogn til Hee? Besøger IC Christensen. 7 Kører gennem lang løvportal i Holstebro'?. Ankomst til uidentificeret by. Herning? Lemvig? Frederik 8. og dronning Louise. Fejl i billedet, sorte klatter. Nykøbing Mors (?) Kongefamilien ved hjuldamperen "Dannebrog". De kongelige ankommer i kareter til by, Thisted (?). Ankommer med båd til havn, Ålborg (?). Modtagelse i by (Ringkøbing?) (IC Christensen). Modtagelse i by Løgstør(?). Billeder fra en havn. Ålborg?